# Бальчюнас, Валерийонас
Валерийонас Бальчюнас (лит. Valerijonas Balčiūnas, 27 ноября 1904, Минск, Российская империя — 18 декабря 1984, Помпано-Бич, Флорида, США) — литовский футболист, вратарь, футбольный судья, спортивный организатор, педагог, экономист. Участвовал в летних Олимпийских играх 1924 года.

## Биография
Валерийонас Бальчюнас родился 27 ноября 1904 года в Минске.

### Спортивная карьера
Играл в футбол на позиции вратаря. В 1923 году вместе со Степонасом Гарбачаускасом основал Литовскую футбольную лигу и был её первым председателем, в 1924 году — секретарём. В 1923—1927 годах выступал за «Ковас» из Каунаса, который был одной из сильнейших команд Литвы 20-30-х годов. Трижды в его составе становился чемпионом страны (1924—1926).
В 1924 году вошёл в состав сборной Литвы по футболу на летних Олимпийских играх в Париже. Участвовал в единственном матче литовцев, в котором они 25 мая в 1/16 финала проиграли сборной Швейцарии — 0:9.
Здесь же, в Париже, 27 мая Бальчюнас участвовал в товарищеском матче против сборной Египта (0:10). Впоследствии сыграл ещё 3 матча за сборную. В 1924 году играл в Таллине против Эстонии (2:1) — этот матч стал первым победным для литовцев. В 1926 году защищал ворота в поединках со сборными Эстонии (1:3) и Латвии (2:3). Всего в течение карьеры провёл за сборную Литвы 5 матчей, пропустил 26 мячей.
Впоследствии стал футбольным судьёй, в 1928—1940 годах работал на 5 международных матчах. В 1938 году был главным судьёй первой Литовской национальной олимпиады. В 1936 году был соучредителем коллегии футбольных судей, в которой работал до 1939 года. Занимал различные должности в Литовском союзе игр с мячом: с 1933 года был главой футбольного комитета, с 1936 года — заместителем председателя и руководителем направления спортивной пропаганды. В 1939 году был главным судьёй чемпионата Европы по баскетболу, который проходил в Каунасе.

### Гражданская карьера и общественная деятельность
В 1932 году окончил университет Витовта Великого. Работал начальником управления статистики Министерства сельского хозяйства Литвы. Во время нацистской оккупации преподавал на инженерно-строительном факультете университета Витовта Великого. Был автором работы по земельной реформе 1940—1941 годов в присоединённой к СССР Литве.
В 1944 году эмигрировал в Германию, где руководил культурным направлением литовского лагеря в Геттингене. В 1949 году перебрался в США. В 1958—1961 годах преподавал математику в Хартфорде, в 1962—1972 годах — в Мидлтауне. Организовал и возглавлял Хартфордское отделение литовской общины в США, работал на радио «Звук Родины». В 1975—1978 годах был председателем отделения литовской общины в Голд-Кост.
Умер 18 декабря 1984 года в американском городе Помпано-Бич.

## Достижения

### В качестве игрока
«Ковас»
- Чемпион Литвы (3): 1924, 1925, 1926.